# Sziléziai háború (1474)
A sziléziai háború 1474-ben zajlott le IV. Kázmér lengyel és II.Ulászló (csehül Vladislav Jagellonský) cseh király csapatai és Mátyás király csapatai között egész Sziléziában, de többnyire Boroszlóban (Breslau, Wroclaw). Mátyás király védekező taktikával jelentős győzelmet aratott.

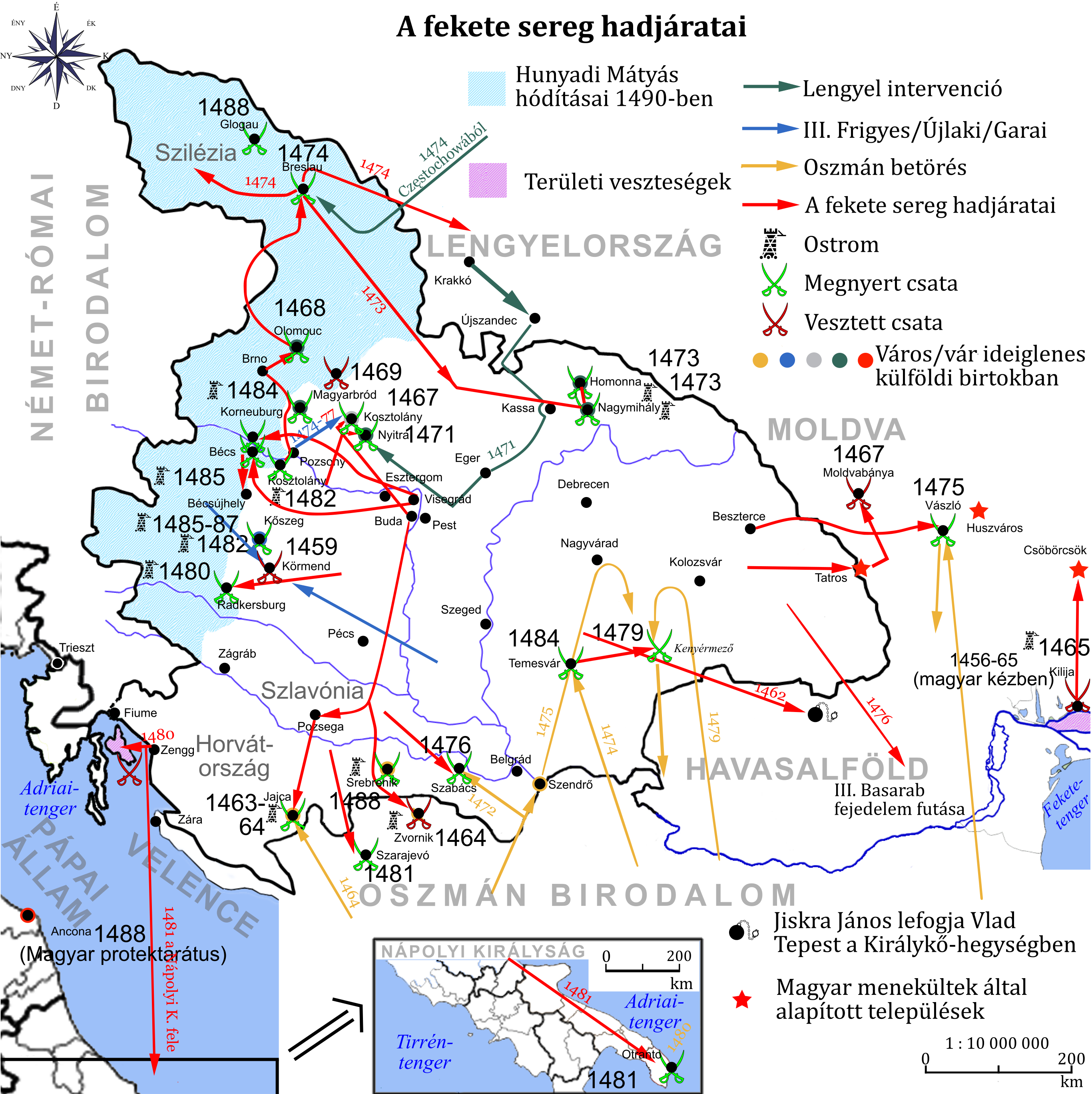
Mátyás király hódításai

## Előzmények
Az Vitéz János-féle összeesküvés leverése után Mátyás király szerette volna presztízsveszteség nélkül lezárni az értelmetlenné vált és hatalmas pénzeket követelő cseh háborút. Diplomáciai tárgyalásai azonban sikertelenek maradtak, sőt III. Frigyes német-római császár 1473-ban a német birodalmi gyűlésen támogatást kért a magyar uralkodó ellen. 1474 februárjában egy időre sikerült békeszerződéssel lezárni a Vitéz-féle összeesküvés óta formailag fennálló lengyel háborút, sőt egyúttal Ulászló cseh királlyal is hároméves fegyverszünet kötött Mátyás. 
A csehek és a lengyelek azonban ezt csak figyelemelterelésnek szánták, mert közben háromoldalú szövetségről tárgyaltak III. Frigyessel Mátyás ellenében. Meg is állapodtak a Magyarország elleni közös háború menetrendjében, a császár azonban időközben súlyos konfliktusba keveredett Merész Károly burgundi fejedelemmel, és ezért nem tudott részt venni a támadásban.

## A hadműveletek
A Mátyás elleni háború súlya így kizárólag Lengyelországra és Csehországra, illetve Kázmérra és fiára, Ulászlóra nehezedett, ami nagyban hozzájárult ahhoz, hogy az előkészületek csak igen lassan és vontatva haladtak előre, bár IV. Kázmér lengyel és fia, Ulászló cseh erői a a császáriak nélkül is, sőt külön-külön is jóval nagyobbak voltak Mátyásénál. Mátyás időközben a Trencsénnél összegyűjtött és megszervezett hadával július vége felé benyomult Morvaországba, majd augusztus 4-én Olmützből indulva, 31-én Neisset érte el. Lovasaival Boroszlóba sietett, ahova szeptember 13-án érkezett meg.
A magyar király Boroszlóban(Breslau, ma Wroclaw) készült fel a védekezésre. Haditerveinek célja az ellenség kiéheztetése volt, ami tökéletesen sikerült. Kázmér 1474 augusztus 12-én hadba szállt, de több mint hat hétre volt szükség, amig hagyományos serege Czenstochov–Mystov környékén összegyűlt. Ennek a seregnek a létszáma 60.000 főre – 40.000 gyalogosra és 20.000 lovasra – rúgott, szekereiknek száma pedig 5000-et tett ki. Ulászló 15.000–20.000 főnyi cseh serege döntően gyalogságból állt és az szeptember 1-én Kuttenbergben, 13-tól pedig Slawetinnél táborozott 1474 október 5-ig. Kázmér Oppeln megtámadására és bevételére adott parancsot, így annak az ágyúkkal lövetése csakhamar kezdetét is vette, de a rosszul készült ágyúk kevés használat múlva szétpattantak, a krakkói nagy ágyú pedig állítólag már az Oderán való átkelés alkalmával annyira elmerült az iszapba, hogy azt onnan kihúzni többé nem lehetett. Miklós oppelni herceg a maga 1000 és a Mátyás által Donyn Ábrahám vezetése alatt már előbb rendelkezésre bocsátott 600 emberrel oly szívós ellenállást fejtett ki, hogy a lengyelek a megerődített várossal szemben 12 napi erőlködésük ellenére semmire se jutottak. Közben a környéken levő mintegy 400 falut kirabolták és felégették. 
Mátyás könnyűlovassága a felperzselt föld taktikája jegyében végigpusztította Sziléziát, hogy a támadóknak ne maradjon élelmiszere. Két hadvezérét, Szapolyai Istvánt és Kinizsi Pált pedig elterelő hadműveletként Lengyelország más részeinek megtámadására küldte. Elrendelte, hogy a sziléziai falvakat Boroszló tágabb környékén ürítsék ki, a lakosság minden ingóságával vonuljon a városokba, az élelmiszer-készleteket pedig Boroszlóba szállíttatta. Mátyás Boroszló déli és délnyugati külvárosaiban, amelyek ellen a lengyel seregnek az Odera bal partjára történt átkelése után a főtámadásnak minden valószínűség szerint irányulnia kellett, egy hatalmas, árokkal, mellvédekkel és bástyákkal ellátott erődített tábort emelt, amelynek, valamint a városnak lőszerrel, élelemmel és minden egyéb szükségletekkel való ellátásáról  gondoskodott Mintegy 1000 szekér szünet nélkül hordta be a csapatjai és a lakosság számára szükséges, közelben található élelmiszert és takarmányt.A falvakat ezután felgyújtották (egyébként akkor is ez lett volna a sorsuk, ha a lengyel király csapatai foglalják el azokat).
Mátyás összesen 8–10 ezer zsoldossal, a később Fekete seregnek nevezett csapatokkal érkezett Boroszlóba, de csapatai nagy részét portyára küldte, csak néhány kisebb részük sáncolta el magát a városban. Mintegy ezer elemből álló szekérvárat is építtetett a városközpont közelében, erős tüzérséget is állított. Vele szemben csak a lengyel király serege mintegy 50 000 főből állt; litvánok, mazurok, oroszok, lengyelek indultak augusztus 12-én öt nagy oszlopban, öt szekérvárral, Szilézia felé, de csak szeptember végén érték el a határt. Mátyás mindössze kétezer lovast küldött a zaklatásukra.
Kázmér Oppeln ostromával felhagyva, folytatta előnyomulását Brieg felé. Útközben október 12-én Schönwitznél a lengyel seregnek 20.000 lovasból álló elővéde rábukkant a Mátyás által kirendelt oppelni 2000 főnyi felmentő csoportra, mely vezéreinek akarata ellenére vakmerően rontott neki a tízszerte nagyobb ellenséges csoportnak. Ez eleinte kissé hátrább szorult ugyan, de azután a tatár és litván lovasság a nem eléggé óvatos magyar seregcsoportot minden oldalról körbevette, úgy hogy az csak nagy veszteségek árán tudta magát keresztülvágni. Néhány száz a csatatéren maradt, sokan pedig fogságba jutottak, köztük Haugwitz Péter, Pernstein Vilmos és Horváth Pál vezérek is. Tunkel György számos társával fegyverrel kitört Brieg felé, anélkül, hogy a lengyelek szekérvárukat otthagyva, a visszavonulókat üldözni akarták volna. Tunkel mélyen lesujtva jelent meg királya előtt, de Mátyás nem esett kétségbe. Kázmér kihírdette a schönwitzi fényes győzelmét, amely miatt a szövetségesek fővárosaiban, Krakóban, Prágában, Bécsben és Bécsújhelyen örömtüzek gyúltak ki és a legtöbben a háborút máris győztesnek és befejezettnek vélték. Kázmér ezek után egyenesen Boroszló alá akart vonulni. Brieg alá érve, a lengyel sereg már meglehetősen érezhető hiányt szenvedett élelmiszerekben s ezt a kellemetlenséget a briegi védőrség gyakori kiütései még jobban fokozták. Emiatt a csapatok már békétlenkedni is kezdtek, de Kázmér megnyugtatta őket, hogy 600 szekér pénzzel, eleséggel, italokkal és ruhaneműekkel már útban van Krappitz felől. Az oppelni őrség egy október 18-án végrehajtott jól sikerült kirohanása útján az egész szállítmányt hatalmába ejtette, annak 1000 főből álló kiséretét lekaszabolta, a könnyen el nem vihető tárgyakat helyben megsemmisítette. Végül október 24-én, beérkezett a Brieg menti táborba Ulászló is, aki bőséges élelmiszerkészleteket hozott magával, de azt a két sereg csakhamar elfogyasztotta. A sereg tovább vonult Ohlau alá, de elfoglalni nem tudta. 1474. október 26-án az egyesült cseh–lengyel sereg, 40.000 gyalogost és 20.000 lovas jobb szárnyával az Oderára, balszárnyával a Lohe-ra támaszkodva, Cattern és Wasser-Jentsch között ütötte fel szekérvárral táborát. 
Október 27-ikére a Kázmér rohamot parancsolt Boroszló ellen, amelyet három csapatba osztott 5000 lengyel lovasnak kellett végrehajtania. Ezek a külvároshoz néhány száz lépésnyi távolságra érve, megdöbbenéssel vették észre, hogy 40 ágyúcső, 400 muskéta van felállítva, melyek mögött 1000 páncélos gyalogos várt. Bár 10.000 gyalogos rendeltek ezek mellé, de a lovasok még most sem merték az elrendelt rohamot végrehajtani. 
Mátyás a hosszas várakozást megunva beleágyúzott a cseh-lengyel seregbe, amely még ilyen távolságban is elég hatásosnak bizonyult. Az  okozott veszteségek elég nagyok voltak, és a cseh–lengyel csapatok csakhamar rendetlen futással igyekeztek a táborukba.
A cseh-lengyel táborban a helyzet napról-napra rosszabbra fordult. Az éhség és az ennek nyomán keletkezett ragályos betegségek, amelyeket a hirtelen beállt rossz időjárás is növelt, immár nyilt zúgolódást, sőt itt-ott már lázongást is váltottak ki, miért is a haditanács határozata alapján november 4-én elhatároztatott, hogy a táborokat a kevésbbé kiélt ellenkező oldalra, Boroszlótól kissé messzebb fekvő távolságra helyezik át. Ezek az új táborok a Weistritz folyó mögött Schalkau és Lissa között voltak. 
Az utánpótlási nehézségek hamarosan éreztetni kezdték súlyos hatásukat. Élelmiszert helyben nem találtak, a távolabbról küldött szállítmányokat pedig a portyázó magyar csapatok rendre elfogták, elpusztították. Végül az ostromlók teljesen demoralizálódtak.
A folytonos zaklatások és nyomorgások annyira aláásták a szövetségeseknél a fegyelmet, hogy már-már nyilt lázadástól kellett tartani. Ez arra birta Kázmért, hogy Mátyásnál a maga és fia nevében a békealkudozásokat kezdjen. November 15-én volt az első összejövetel Mochbernnél. 
Az elkeseredett csehek november 19-én felgyújtották táborukat, és a tűzvész átterjedt a lengyel állásokra is: mintegy négyezer szekér égett porrá. Mátyás király hadműveleti művészete teljes sikert aratott a később „boroszlói táborozásnak” is nevezett hadmozdulatokban. A világtörténelemben ritka módon az ostromlók kértek békét az ostromlottaktól. 1474. december 8-án Mátyás és Ulászló három évre szóló fegyverszünetet kötött, amelynek érvényét Kázmér királyra is kiterjesztették. Mátyás uralkodásának egyik legnagyobb katonai sikerét érte el, mégpedig tulajdonképpen nagyobb szabású katonai összecsapás nélkül.

## A békekötés
A tárgyalások Boroszlóban folytak, és december 8-án értek véget egy 26 pontból álló egyezséggel: 1477 május 25-ig fegyverszünetet kötnek, melybe, ha akar, 90 nap alatt Frigyes császár is beléphet. Csehországot addig a két király, Mátyás és Ulászló által kerületenként választandó két-két tisztviselő igazgatja. Mindegyik fél szabadon bocsájtja a fogjait. A végleges békéről szóló tanácskozások 1475 februárban lesznek. Ulászló Csehországot, a Lausitzot, Sziléziában pedig a schweidnitzi és jaueri hercegségeket tartja meg, míg Mátyás hadiköltségei fejében Szilézia többi részeit és egész Morvaországot. Ha Ulászló előbb és gyermektelenül hal meg, az összes tartományai Mátyásra szállnak, ha ellenben Mátyás halna meg előbb így, akkor Szilézia és Morvaország visszaszáll Ulászlóra, aki ez esetben 200.000 aranyat köteles Mátyás örököseinek fizetni

## Ajánlott irodalom
- Gyalókay Jenő (1940). „A boroszlói hadjárat 1474-ben” (pdf). Hadtörténelmi Közlemények 41 (1), 1–19. o.
- Koller Zsolt: Amerikai katonai tananyag lett Hunyadi Mátyás sziléziai hadjárata. Magyar Jelen, 2020. március 13.
- Hadvezérként is jeleskedett Bakócz Tamás, a későbbi pápajelölt. Múlt-kor, 2024. június 15.